# Nicole Bozon
Nicole Bozon (* im 13. Jahrhundert; † im 14. Jahrhundert) war ein Franziskaner und Schriftsteller der anglonormannischen Sprache.

## Leben und Werk
Nicole Bozon war Franziskaner in Nottingham (englisch: Greyfriars Nottingham) und wirkte nachweislich zwischen 1320 und 1350. Mehr ist über sein Leben nicht bekannt. Er verfasste (in Versen) zahlreiche allegorische Dichtungen, Fabeln, Predigten und Hagiographien. Als Sprecher des Anglonormannischen gehört er zur französischen Literaturgeschichte.

## Werke (Auswahl)
- Lucy Toulmin Smith und Paul Meyer (Hrsg.): Les contes moralisés de Nicole Bozon, frère mineur. Publiés pour la première fois, d’après les manuscrits de Londres et de Cheltenham. Firmin-Didot, Paris 1889.
- Johan Vising (Hrsg.): Deux Poèmes de Nicholas Bozon. Le Char d’Orgueil. La lettre de l’empereur Orgueil. Göteborg 1919. Slatkine, Genf 1974.
- A. Chr. Thorn (Hrsg.): Les Proverbes de bon enseignement de Nicole Bozon. Gleerup, Lund 1921.
- Amelia Klenke (Hrsg.): Three Saints’ lives by Nicholas Bozon. Franciscan Institute, St. Bonaventure, N.Y. 1947.
- Amelia Klenke (Hrsg.): Seven more poems by Nicholas Bozon. Franciscan Institute, St. Bonaventure, N.Y. 1951.